# لويس جاك بيجن
لويس جاك بيجن (بالفرنسية: Louis Jacques Bégin)‏ هو طبيب عسكري وجراح فرنسي، ولد في 2 نوفمبر 1793 في لياج في بلجيكا، وتوفي في 13 أبريل 1859 في لوکرونان في فرنسا.